# Eric Bogle
Pour les articles homonymes, voir Bogle.
Eric Bogle (né le 23 septembre 1944) est un chanteur et auteur de chansons australien né en Écosse.
Né à Peebles en Écosse, il a émigré en Australie en 1969. Il vit actuellement près d'Adélaïde, en Australie-Méridionale.
Sa chanson la plus connue est probablement And the Band Played Waltzing Matilda (« Et le groupe jouait Waltzing Matilda »), qu'il a écrite en 1971. Elle évoque la sanglante bataille des Dardanelles (connue dans le monde anglo-saxon sous le nom de bataille de Gallipoli) qui opposa les Australiens et les Néo-Zélandais de l'ANZAC à l'armée ottomane. Cette chanson a aussi été interprétée en réaction à la guerre du Viêt Nam.
Eric Bogle compose des chansons de styles variés, y compris des chansons comiques, des satires (I Hate Wogs), des chansons contestataires et d'autres sur des sujets importants autour de la nature humaine. On peut avoir une idée de la variété de son œuvre avec une de ses chansons célèbres, The Aussie Bar-B-Q (Le barbecue australien), une joyeuse chansonnette qui évoque le barbecue, véritable institution en Australie. Bogle a également écrit Safe in the Harbour en hommage à Stan Rogers.
Dans le même genre que And the Band Played Waltzing Matilda, sa chanson No Man's Land est un monologue qu'il adresse à la tombe d'un soldat mort pendant la Première Guerre mondiale. Bogle a parfois appelé cette chanson The Green Fields of France, un titre employé par The Fureys, Dropkick Murphys, puis par The Men They Couldn't Hang. Elle a aussi parfois été reprise sous le nom de Flowers of the Forest. En 1997, Tony Blair a offert une copie encadrée des paroles de The Green Fields of France à une petite fille de Belfast qui lui avait écrit à propos du Conflit nord-irlandais, en disant que c'était son poème pacifiste préféré.
Sur une note plus légère, il a aussi écrit deux chansons qui sont des hommages à des animaux familiers disparus, Little Gomez et Nobody's Moggy Now, et son hommage/diatribe aux fans qui apprécient sa musique folk, Do You Know Any Dylan? ("Connaissez-vous des chansons de Dylan" ?).
Beaucoup de ses chansons ont été abondamment reprises par d'autres artistes, surtout les chansons pacifistes. And the Band Played Waltzing Matilda et No Man's Land sont toutes deux devenues célèbres grâce aux versions de June Tabor et The Clancy Brothers.
And the Band Played Waltzing Matilda a été reprise par John McDermott (en), Mike Harding et The Pogues, et All the Fine Young Men par De Dannan. Plus récemment, les Dropkick Murphys ont repris The Green Fields of France.